# Administration provisoire turque de Chypre
1967–1974
Entités précédentes :
- Comité général turc de Chypre

Entités suivantes :
- Administration autonome turque de Chypre

L'Administration provisoire (ou temporaire) turque de Chypre, puis après 1971 l'Administration turque de Chypre (Kıbrıs Geçici Türk Yönetimi et Kıbrıs Türk Yönetimi en turc), était le gouvernement provisoire proclamé par les Chypriotes turcs dans l'île de Chypre, en place de 1967 jusqu'à la proclamation de l'Administration autonome turque de Chypre le 1er octobre 1974.

## Histoire
À la suite de la dissolution du Comité général turc de Chypre le 27 décembre 1967, la dispute  à Chypre est manifeste. L'Administration avait son propre gouvernement, ses propres organes législatifs, exécutifs et judiciaires ainsi que ses propres lois[réf. souhaitée]. En outre, les membres de l'Assemblée de la Communauté chypriote turque et de la Chambre des représentants de Chypre, les Chypriotes turcs ont fusionné sous le Conseil d'administration. Müderrisoğlu Orhan fut le premier président du parlement. Le président par intérim administration turque était Fazil Kucuk et le vice-président Rauf Denktash. Lors de sa réunion du 21 avril 1971, portant sur l'Administration provisoire turque, fut prise la décision de retirer l'adjectif « provisoire » / « temporaire » de son nom et fut par conséquent connue depuis lors sous le nom d'Administration chypriote turque. Le 1er octobre 1974, l'Administration provisoire a pris fin avec l'annonce de la création de l'Administration autonome turque de Chypre[réf. souhaitée].